# Cacia salomonum
Cacia salomonum är en skalbaggsart som beskrevs av Aurivillius 1921. Cacia salomonum ingår i släktet Cacia och familjen långhorningar. Inga underarter finns listade.